# Malegaon
Malegaon là một thành phố và là nơi đặt hội đồng đô thị (municipal council) của quận Nashik thuộc bang Maharashtra, Ấn Độ.

## Địa lý
Malegaon có vị trí 18°25′B 77°32′Đ / 18,42°B 77,53°Đ Nó có độ cao trung bình là 438 mét (1437 feet).

## Nhân khẩu
Theo điều tra dân số năm 2001 của Ấn Độ, Malegaon có dân số 409.190 người. Phái nam chiếm 51% tổng số dân và phái nữ chiếm 49%. Malegaon có tỷ lệ 66% biết đọc biết viết, cao hơn tỷ lệ trung bình toàn quốc là 59,5%: tỷ lệ cho phái nam là 70%, và tỷ lệ cho phái nữ là 61%. Tại Malegaon, 18% dân số nhỏ hơn 6 tuổi.